# Ibrahim Kane
Ibrahim Kane (ur. 23 czerwca 2000) – malijski piłkarz, grający na pozycji obrońcy.

## Kariera piłkarska

### Kariera klubowa
Wychowanek klubów AS Black Stars i AS Bakaridjan. W 2018 rozpoczął karierę piłkarską w barwach CS Duguwolofila. 3 września 2018 został piłkarzem Worskły Połtawa.

### Kariera reprezentacyjna
W 2017 bronił barw juniorskiej reprezentacji Mali.